# قشلاق تومار حاج‌غایب
قشلاق تومار حاج غایب یک روستا در ایران است که در استان اردبیل واقع شده‌است.